# Campionato azero di pallavolo maschile
Il campionato azero di pallavolo maschile è un insieme di tornei pallavolistici per squadre di club azere, istituiti dalla Federazione pallavolistica dell'Azerbaigian.

## Struttura
- Campionati nazionali professionistici:

Yüksək Liqa: a girone unico, partecipano quattro squadre.
- Campionati nazionali non professionistici:

I Liqa: a due gironi, partecipano sedici squadre.